# توفيق أبو وائل
توفيق أبو وائل (1976) هو مخرج فلسطيني من مواليد مدينة أم الفحم في الداخل الفلسطيني المحتل عام 1948، درس السينما في جامعة تل ابيب، درس الكوميديا في مدرسة حسن عارف في مدينة يافا، أنتج ستة أفلام قصيرة ووثائقية، حصل على جوائز واشترك في عدة مهرجانات عالمية.

## من أعماله
الفيلم الروائي «عطش» حصل الفيلم على جائزة فيبريتشي للأقسام الموازية العربية، وقد حصل الفيلم على جائزة مارون بغدادي من الحكام.في مهرجان كان السينمائي، - باريس. يروي الفيلم قصة عائلة فلسطينية تعيش في أم الفحم، يصور الفيلم أب مسيطر، يقرر عن عائلته الرحيل هربا من «العار» بعد تعرض الفتاة الكبرى في العائلة للاغتصاب. (2004) 
«تناثر» (2011)

## روابط خارجية
- توفيق أبو وائل على موقع IMDb (الإنجليزية)
- توفيق أبو وائل على موقع ألو سيني (الفرنسية)
- توفيق أبو وائل على موقع قاعدة بيانات الفيلم (الإنجليزية)
- توفيق أبو وائل على موقع كينوبويسك (الروسية)